# Uzo Uwani
Uzo Uwani è una delle diciassette aree a governo locale (local government areas) in cui è suddiviso lo Stato di Enugu, nella Repubblica Federale della Nigeria. Si estende su una superficie di 855 km² e conta una popolazione di 124.480 abitanti.